# Герб Зеленодольська
Герб Зеленодо́льська — один з офіційних символів міста Зеленодольська Апостолівського району Дніпропетровської області.

## Опис
У золотому щиті — зелена електрична опора, в якій стилізоване зображення суцвіття каштана з золотими квітами на коричневому тлі, супроводжувана вгорі золотим написом «Зеленодольск» на зеленій девізній стрічці.
У зеленій базі — половина золотого листа каштана, обернена донизу.